# 汉阳铁厂

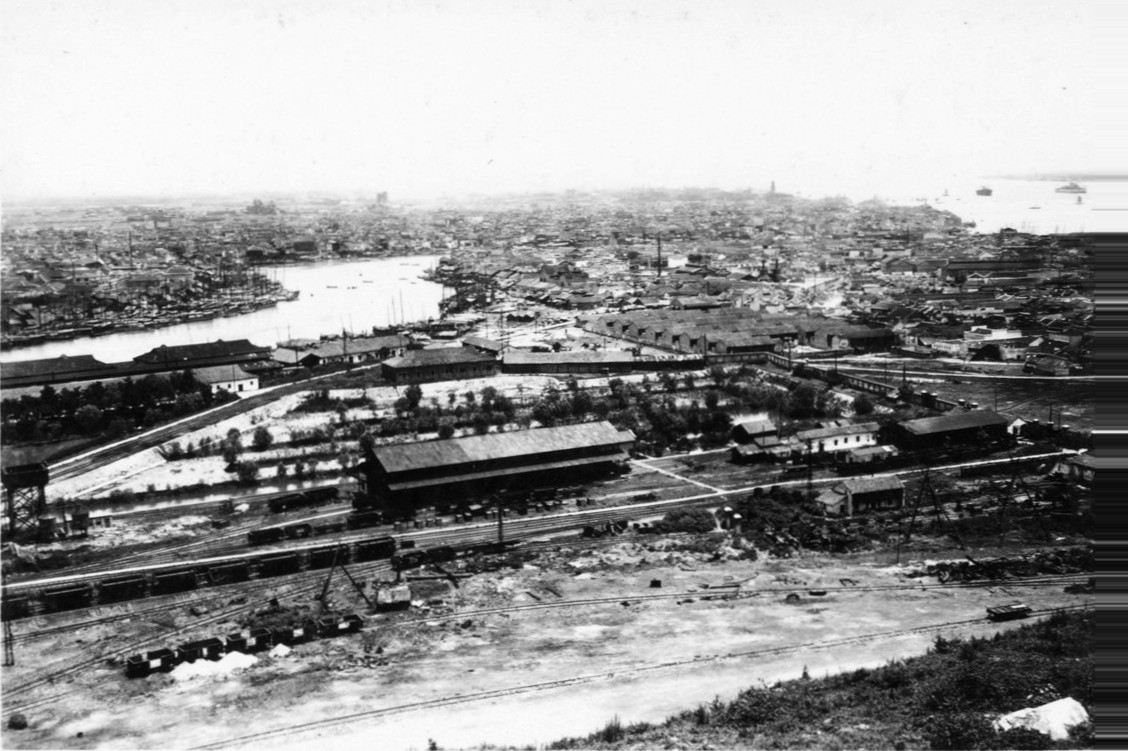
汉阳铁厂附近（1930年代）

汉阳铁厂，由张之洞於1891年主持兴建，1894年投产，比日本的八幡製铁所还早了七年，是中国乃至亚洲首家现代化钢铁企业。
1889年，两广总督张之洞提议修建北京卢沟桥至汉口的卢汉铁路，为满足修建铁路的巨大钢材需求，张之洞上奏朝廷兴办铁厂。1890年5月，清廷批准兴建铁厂，创办经费最初定为246万余两。1891年8月，铁厂在湖北汉阳龟山下动工兴建。1893年10月22日竣工，全厂包括生铁厂、贝色麻钢厂、西门士钢厂、钢轨厂、铁货厂、熟铁厂等6个大厂和机器厂、铸铁厂、打铁厂、造鱼片钩钉厂等4个小厂，实际支出500万两左右。1894年5月，汉阳铁厂首开一座高炉试炼铁，但很快因马鞍山煤矿所产的煤无法成焦而停炉，张之洞无奈下以高价从德国进口了数千吨优质焦炭，以解燃眉之急。1895年7月再次开炉，卻发现所购机炉不能去磷，而产自大冶的铁矿石恰恰含磷较高，导致出产的钢材容易断裂，无法达到钢轨要求，铁厂生产陷入困境。

## 汉冶萍公司
甲午战争后，清政府财政濒于崩溃，无力维续铁厂，遂于1896年4月11日将铁厂改为官督商办，承办人为盛宣怀。1908年3月26日，汉阳铁厂、大冶铁矿和萍乡煤矿合并组成汉冶萍煤铁厂矿有限公司，改官督商办为完全商办公司，盛宣怀任总理,是当时亚洲最大钢铁联合企业。经过一系列的改革，在辛亥革命前夕，达到年产钢7万吨，铁砂50万吨的规模，拥有工人7000余人，钢铁产量占全国产量的90%。抗战时期，汉阳铁厂大批人员及设备西迁重庆，成为重庆钢铁公司的主要组成部分；中华人民共和国成立后，汉阳铁厂留在武汉的产业成为武汉钢铁公司的一部分。

## 遗迹
- 汉阳铁厂凝铁 ，位于武汉市汉阳区龟山北路，1923年高炉坍塌，铁水在炉中冷却凝固，形成一块高约2米、直径4米，重200余吨的凝铁。
- 汉阳铁厂矿砂码头旧址 ，武汉市文物保护单位，位于汉阳区洗马长街晴川码头北边。
- 汉冶萍煤铁厂矿旧址，位于今湖北省黄石市大冶特钢厂内，為汉冶萍公司於1913年筹建之“大冶新厂”，2006年列入第六批全国重点文物保护单位。